# Montaigut-le-Blanc, Puy-de-Dôme

Montaigut-le-Blanc este o comună în departamentul Puy-de-Dôme, Franța. În 1 ianuarie 2022 avea o populație de 923 de locuitori.